# 长吉镇
长吉镇，是中华人民共和国贵州省黔东南苗族侗族自治州三穗县下辖的一个乡镇级行政单位。
2016年4月22日，贵州省人民政府批复同意撤销长吉乡建制，设置长吉镇，撤乡设镇后行政区域和政府驻地不变。

## 行政区划
长吉镇下辖以下地区：
长吉村、司前村、赤瓦村、四寨村、贵晓村、瓦窑村、半坡村、机寨村、塘洞村、烧巴村、中河村、大寨村、土冲村、贵碑村、贵秧村、新盘村和地盛村。